# Homalopoma luridum
Homalopoma luridum is een slakkensoort uit de familie van de Colloniidae. De wetenschappelijke naam van de soort is voor het eerst geldig gepubliceerd in 1885 door Dall.